# Escuts sagrats

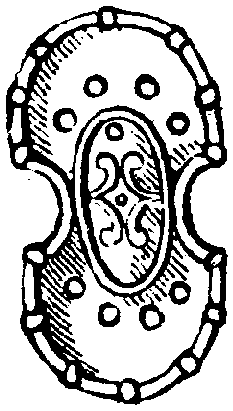
Representació dels ancils, procedent de l'enciclopèdia Nordisk familjebok

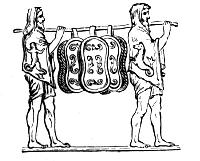
Sacerdotes salii portant els escuts sagrats

Els escuts sagrats o ancils (en llatí ancilia, singular ancile) són objectes sagrats, dedicats per Numa Pompili al culte de Mart dins  la religió romana tradicional.

## Tradició romana
Segons la llegenda, el rei Numa Pompili va trobar un escut de bronze, sorgit del no res, i de forma oval en forma de 8. Convençut que aquest escut tenia un origen celestial i diví, Numa li va organitzar un culte.
Inicialment va fer construir a Mamuri Veturi onze còpies idèntiques, i va amagar l'original entre elles, per protegir-la de qualsevol acció maliciosa. Els dotze escuts van ser conservats a la Regia, la residència oficial reial al Fòrum Romà. Un col·legi de sacerdots, els salii, va custodiar-los i mostrar-los dos cops l'any durant les festes religioses, marcant l'inici i el final del període guerrer. Festus afegeix que una veu hauria anunciat en el moment de l'arribada de l'escut que Roma seria el més poderós dels estats, sempre que conservés l'escut.
Elagàbal (218-222) va decidir de transportar els escuts sagrats i altres objectes del culte tradicional romà al temple que va fer construir sobre el mont Palatí. Al començament del segle IV, el polemista cristià Lactanci denigra els sacerdots salii portadors dels «escuts sagrats que el temps ha gairebé reduït a pols», que és un indici que existien encara en aquesta època.

## Dades històriques
Els arqueòlegs relacionen la forma d'un escut en 8 amb els escuts tracis a causa de la seva escotatura pels dos costats descrita per Dionís d'Halicarnàs i Varro, s'assembla més aviat a l'antic escut de l'egeu, de l'etapa geomètrica. L'arqueologia s'ha trobat en diversos llocs d'Itàlia, el rastre d'escuts en forma de 8, que daten dels anys 700 aC.